# Vitanje község
Vitanje városi község (szlovén nyelven Občina Vitanje) Szlovénia 212 alapfokú közigazgatási egységének, azaz községének egyike a Savinjska statisztikai régióban. Adminisztratív központja Vitanje város. A községet 1994-ben hozták létre. A történelmi szlovén Stájerország (Štajersko) régió része.

## A községhez tartozó települések
A községhez Vitanje székhelyen kívül a következő települések tartoznak:
- Brezen
- Hudinja
- Ljubnica
- Paka
- Spodnji Dolič
- Stenica
- Vitanjsko Skomarje

## Népesség
| Lakosok száma | 2314 | 2296 | 2287 | 2273 | 2266 | 2263 | 2271 | 2277 | 2256 | 2277 |
|               | 2008 | 2009 | 2011 | 2012 | 2013 | 2015 | 2016 | 2017 | 2019 | 2020 |